# Crève-Cœur
Crève-Cœur (auch: Crève-Coeur, Crèvecœur, Crèvecoeur) ist eine Haushuhnrasse aus der Normandie die Mitte des 16. Jahrhunderts erstmals beschrieben wurde und als älteste Haubenhuhnrasse Frankreichs gilt. Erzüchtet wurde die Rasse aus Landhühnern der Region um die Ortschaft Crèvecœur-en-Auge im Département Calvados. Die Rasse verkörpert ein massig wirkendes Landhuhn mit mittelgroßem, etwas länglichem, kantigem Rumpf. Die Betreuung wird vom „Sonderverein der Haubenhühner und seltener Hühnerrassen“ übernommen.
Es existiert mit den Zwerg-Crève-Cœur auch eine Zwerghuhnrasse, die vom „Sonderverein der Züchter der Seidenhühner und Zwerg-Haubenhühner“ betreut wird.